# Gizmondo
Gizmondo és una videoconsola portàtil de la setena generació de consoles comercialitzada per la companyia Tiger Telematic.
Va sortir el 2004 al Regne Unit i els Estats Units, retardant el seu llançament mundial diverses vegades, el qual finalment no es va produir, de manera que només és possible comprar-la als països esmentats.
La consola va ser enviada a l'ostracisme a causa d'una mala campanya publicitària (pràcticament nul·la), i per força de Nintendo (Nintendo DS) i Sony (PlayStation Portable) al mercat.
La companyia es va declarar en fallida a principis del 2006, per la qual cosa es va abandonar la producció de la consola, cancel·lant els jocs que havien projectat.
A principis de 2007 es va anunciar un nou model que sortiria l'any següent, però la posterior fallida dels nous propietaris va impedir aquest llançament. Des de llavors, la Gizmondo pot considerar abandonada definitivament.